# Unimie
Unimie (niem. Unheim) – wieś sołecka w Polsce położona w województwie zachodniopomorskim, w powiecie łobeskim, w gminie Łobez nad Jeziorem Unimskim.
W latach 1975–1998 miejscowość administracyjnie należała do województwa szczecińskiego.

## Zabytki
- dwór, park dworski[3]

## Osoby urodzone lub związane z Unimiem
- Ludwig von Lockstedt (ur. 1837 w Gut Hohenwalde koło Arnswalde, zm. 11 września 1877 w Eberswalde) —  niemiecki prawnik administracyjny, właściciel majątku ziemskiego w Unimiu i starosta (Landrat).